# Diana Bulimar
Diana Bulimar, född den 22 augusti 1995 i Timișoara, Rumänien, är en rumänsk gymnast.
Hon tog OS-brons i damernas lagmångkamp i samband med de olympiska gymnastiktävlingarna 2012 i London.